# Grzegorz Miechowski
Grzegorz Miechowski – polski programista i producent gier komputerowych. Absolwent Politechniki Wrocławskiej. Jest twórcą i prezesem zarządu firmy 11 bit studios.
Tworzenie gier komputerowych rozpoczął w 1993 roku. Pierwszym jego projektem była gra Teenagent, realizowana w studiu Metropolis Software, założonym przez niego oraz Adriana Chmielarza. W 1999 kierował zespołem, który stworzył wysoko ocenioną i dobrze się sprzedającą w wielu krajach grę Gorky 17. W 2002, po odejściu Chmielarza z zespołu, objął stanowisko prezesa Metropolis Software.
Ze względu na pogarszającą się koniunkturę na rynku gier komputerowych, w 2008 nawiązał współpracę z firmą CD Projekt. W 2009 nastąpiło przejęcie studia Metropolis przez grupę kapitałową CDP Investment. Ze względu na różnice interesów, Miechowski oraz kilku innych członków zespołu odeszło z Metropolis.
W grudniu 2009 założył 11 bit studios, którego pierwszym projektem jest gra Anomaly: Warzone Earth wydana w 2011 roku.